# Filippo Buonarroti
Filippo Michele Buonarroti (ur. 11 listopada 1761 w Pizie, zm. 17 września 1837 w Paryżu) – włoski rewolucjonista, działający głównie we Francji.

## Życiorys
Z wykształcenia był prawnikiem, pracował jako adwokat w Pizie, 1787 wstąpił do loży wolnomularskiej, głosił poglądy antyklerykalne i republikańskie. W 1789 udał się na Korsykę, gdzie redagował pismo "Giornale patriotico della Corsica" i podejmował stamtąd próby organizowania włoskich ruchów rewolucyjnych. W okresie rewolucji francuskiej działał w klubie jakobinów, 1793 walczył u boku Napoleona podczas oblężenia Tulonu, 1794 kierował jakobińskim ośrodkiem w Oneglia. Po upadku jakobinów został aresztowany i uwięziony, w więzieniu poznał Babeufa, wraz z którym założył Sprzysiężenie Równych, a w 1795 w Paryżu zorganizował projakobiński klub Panteon. Gdy w 1796 ruch spiskowy został wykryty przez władze, Buonarroti został deportowany do Cherbourga, później emigrował do Genewy i Brukseli, 1809 wstąpił do projakobińskiego związku Adelfia. W 1818 założył organizację Wzniośli Mistrzowie Doskonali (Sublimi maestri perfetti) dążących do zjednoczenia Włoch i zaprowadzenie rządów demkratyczno-republikańskich; koordynowaniu działań emigrantów miały służyć Komitetu Wygnańców Włoskich utworzone w Londynie i Paryżu. W 1834 podjął współpracę z Giuseppe Mazzinim i organizacją Młode Włochy, działał również we włoskich i międzynarodowych organizacjach karbonariuszy i postulował zorganizowanie światowego ruchu spiskowego mającego obalić panujących władców. Napisał memoriał Wieczny pokój z królami, w którym domagał się od francuskiego rządu pomocy w obaleniu wszystkich monarchów we Włoszech i utworzeniu demokratycznej włoskiej republiki; uważał współdziałanie wszystkich Włochów za konieczne do zrealizowania tego celu. Napisał Sprzysiężenie Równych (1828, wyd. pol. 1962) popularyzującego poglądy Babeufa. Wywarł znaczący wpływ na przywódców tajnych republikańskich organizacji spiskowych, m.in. Louisa Blanqui.